# البويرات
البيرات هي جماعة قروية في إقليم آسا الزاك بجهة كلميم واد نون جنوب المغرب، وهي تضم 2128 نسمة حسب الإحصاء العام للسكان والسكنى لسنة 2014.

## القرية الإيكولوجية
القرية الإيكولوجية البيرات، هو مشروع رصد له مبلغ يقدر بـ46 مليون و500 ألف درهم، والذي يستهدف 264 أسرة بدواوير البيرات (204 أسرة) وأخزان (40 أسرة) وأفرا (20 أسرة)، ويتضمن إحداث بنيات وتجهيزات أساسية ومنشآت من بينها القرية الايكولوجية وبنياتها التحتية، وإستثمار الطاقات المتجددة، وتشجيع ساكنة المنطقة ومواكبتهم عبر إطلاق مشاريع مدرة للدخل في مجالات الفلاحة وتربية الماشية والسياحة الإيكولوجية والمنتوجات المحلية. كما يشمل هذا المشروع إحداث محميات طبيعية تهدف إلى حماية التنوع البيئي بالمنطقة وخاصة شجر «الطلح».